# Scarturus tetradactylus
Il gerboa tetradattilo (Scarturus tetradactylus (H. Lichtenstein, 1823)) è un roditore diffuso nell'Africa settentrionale, appartenente alla famiglia dei Dipodidi. Per lungo tempo fu incluso nel genere Allactaga come unica specie del sottogenere Scarturus. Negli anni 2010, il sottogenere è stato elevato al rango di genere a sé stante e, oltre a questa specie, ne sono state aggiunte altre nove.

## Descrizione
Questo gerboa raggiunge una lunghezza testa-corpo compresa tra 102 e 119 mm, una lunghezza della coda tra 154 e 180 mm e un peso di 48-56 g. Come negli altri membri della famiglia, i piedi posteriori sono molto lunghi, misurando 51-59 mm, mentre le orecchie sono lunghe 37-43 mm. Il dorso è ricoperto da una pelliccia color arancio-bruno scuro, mentre la parte ventrale è di colore biancastro. La coda, nelle zone con peli corti, presenta un colore simile a quello del dorso. Il ciuffo terminale di peli lunghi è bianco nella parte anteriore, nero al centro e nuovamente bianco sulla punta. Sulle piante dei piedi non si trovano setole rigide, ma morbidi peli neri.
La caratteristica che dà il nome alla specie sono le quattro dita dei piedi posteriori, dove il primo dito è assente e il quinto dito è molto ridotto. La testa si distingue per la forma rotonda, gli occhi grandi e le orecchie scure.

## Distribuzione e habitat
Il gerboa tetradattilo vive in una fascia larga fino a 200 km lungo la costa nordafricana, dalla Grande Sirte in Libia fino ad Alessandria d'Egitto. Si trova nelle dune sabbiose, nelle paludi salmastre e nei semideserti argillosi.

## Biologia
In base alla struttura della dentatura, si ritiene che la dieta sia costituita da piante succulente e altre parti verdi di piante. Non è ancora noto se questa specie notturna entri in letargo. Gli esemplari scavano semplici tane sotterranee, i cui punti più profondi si trovano tra i 60 e i 150 cm sotto la superficie.

## Conservazione
Le trasformazioni del paesaggio dovute alla creazione di terreni agricoli, infrastrutture e strutture turistiche minacciano la sopravvivenza della specie. Ulteriori impatti sono derivati dai conflitti bellici tra il 1995 e il 2010. Non si conoscono la dimensione della popolazione complessiva né l'estensione dell'habitat ancora idoneo. La IUCN classifica il gerboa tetradattilo come «dati insufficienti» (Data Deficient).